# Festival de Saint-Sébastien 1956
La 4e édition du Festival de Saint-Sébastien s'est tenue du 14 au 22 juillet 1956. 
Cette quatrième édition du Festival ne fut pas reconnue par la FIAPF de sorte qu'elle ne put offrir de prix officiel. Les prix établis séparément entre films espagnols et films étrangers ne sont donc pas officiels.

## Jury
Le festival n'étant pas officiel, le jury était composé de 18 critiques.
- Alberto Cambronero
- José Luis Tuduri
- Javier Aguirre Fernández
- José María Latiegui
- María Ginishiam
- Joaquín Romero
- Ignacio de Montes
- Tomás García de la Puerta
- Pio García Viñolas
- Luis Ezquerecocha
- Juan Ignacio de Blas
- Antonio Cuevas
- José Luis Torres
- Marichu Mayor Lizarbe
- Florentino Soria (es)
- José Berruezo
- Pedro Rodrigo
- Marcos Forcada

## Palmarès

### Films étrangers
- Meilleur film : Le Disque rouge, de Pietro Germi (Italie)
- Meilleur réalisateur : Pietro Germi pour Le Disque rouge (Italie)
- Meilleur scénario : Henri-Georges Clouzot et Christian-Jaque, pour Si tous les gars du monde (France)
- Meilleure actrice : Luisa Della Noce pour Le Disque rouge de Pietro Germi (Italie)
- Meilleur acteur : Otto Eduard Hasse pour Canaris, de Alfred Weidenmann (Allemagne)
- Meilleure photographie en couleurs : Pier Emilio Pavoni pour Un po’ di cielo de Giorgio Moser (Italie)

### Films espagnols
- Meilleur film : Todos somos necesarios de José Antonio Nieves Conde
- Meilleur réalisateur : José Antonio Nieves Conde pour Todos somos necesarios
- Meilleur scénario : Faustino González Aller et José Antonio Nieves Conde pour Todos somos necesarios
- Meilleure actrice : Desierto
- Meilleur acteur : Alberto Closas (es), pour Todos somos necesarios
- Meilleure photographie : José Fernández Aguayo pour Pasión en el mar de Arturo Ruiz Castillo
- Meilleur court-métrage : Viaje romántico a Granada de Eugenio Martín